# Rebel Moon - Parte 1: La niña del fuego
Rebel Moon - Parte 1: La niña del fuego (título original en inglés: Rebel Moon - Part 1: A Child of Fire) es una película de ciencia ficción estadounidense dirigida por Zack Snyder a partir de un guion que coescribió con Shay Hatten y Kurt Johnstad, basado en una historia que también creó con Johnstad. La película cuenta con un elenco coral que incluye a Sofia Boutella, Charlie Hunnam, Ray Fisher, Djimon Hounsou, Jena Malone, Corey Stoll, Ed Skrein, Cleopatra Coleman, Fra Fee, Cary Elwes y Anthony Hopkins.
Rebel Moon se estrenó el 22 de diciembre de 2023 en Netflix, además de un estreno limitado en cines. La continuación, Rebel Moon - Parte 2: La guerrera que deja marca, se programó para filmarse y estrenarse de forma simultánea con esta película el 19 de abril de 2024.

## Argumento
Atticus Noble, el sádico almirante del Imperio militarista, llega a la remota luna de Veldt en nombre del Mundo Madre, un imperio interestelar impulsado por siglos de conquista y guerra. Explica que sus tropas están buscando a un grupo de rebeldes liderados por los hermanos Devra y Darrian Bloodaxe, y se ofrece a comprar el excedente de grano de la aldea. El líder de la aldea, Sindri, rechaza la oferta, alegando que apenas tienen lo suficiente para sobrevivir. Un granjero, Gunnar, ignora las advertencias anteriores de Sindri y la granjera Kora e indica que la aldea podría tener algún excedente. Noble mata a Sindri y ordena a Gunnar que les prepare grano en diez semanas, lo que no dejaría a la aldea con suficiente para sobrevivir. Noble se marcha, dejando a un puñado de soldados y un robot, Jimmy, para supervisar la cosecha. Después de ser acosado por un compañero, Jimmy comienza a independizarse. Una aldeana, Kora, encuentra a los otros soldados reteniendo a otro aldeano como rehén, preparándose para violarla, y los mata con la ayuda de Jimmy, quien ha desertado de los soldados. Kora advierte a los aldeanos que Noble masacrará la aldea una vez que regrese, a menos que monten una defensa.
Kora y Gunnar parten hacia la ciudad portuaria de Providence para reclutar guerreros para la defensa de la aldea, incluido Titus, un general del Imperio caído en desgracia. Durante su viaje, ella le revela a Gunnar que una vez sirvió al Imperio como soldado, habiendo sido adoptada y rebautizada como Arthelais por Balisarius, un comandante del Imperio, después de que mató a su familia y erradicó la población de su planeta de origen. Se convirtió en guardaespaldas de la princesa Issa del Mundo Madre, de quien se esperaba que marcara el comienzo del fin de las conquistas del Imperio. No pudo proteger a Issa durante su coronación, cuando la familia real fue asesinada, y Balisario posteriormente se declaró regente antes de renovar sus conquistas.
Al llegar a Providence, la pareja se encuentra con el contrabandista y criminal Kai, quien acepta llevarlos a reclutar a Titus. En el camino, Kai los lleva ante dos guerreros adicionales: Tarak, un domador de bestias, y Némesis, una talentosa espadachina mejorada por la cibernética. El grupo llega a una arena de gladiadores en una luna remota y encuentra a Titus en un estupor ebrio. Titus inicialmente se niega, pero acepta unirse a ellos después de que Kora le sugiere que vengue a sus soldados caídos. Utilizando los tratos previos de Gunnar con los Bloodaxes, llegan al planeta Sharaan para encontrarse con ellos y su rebelión, con la intención de reclutarlos. Darrian acepta defender la aldea y trae consigo a un puñado de rebeldes, incluido Millius, mientras Devra y el resto de la rebelión abandonan Sharaan. Después de partir de Sharaan, Noble llega y erradica a su población como castigo por ayudar a los rebeldes.
Kai le dice a Kora que su búsqueda para abandonar su vida ilícita como contrabandista lo ha conmovido y que tiene un último envío que dejar para dejar esa vida atrás. Lleva al grupo a un puesto comercial al que ha llegado el barco de Noble y los detiene excepto a Kai, traicionándolos ante Noble y revelando que siempre tuvo la intención de hacerlo por las recompensas por sus cabezas. Noble identifica a Kora, Tarak, Nemesis y Titus por su historia: Kora y Titus como desertores, Tarak como un criminal y ex príncipe, y Némesis como la asesina de varios oficiales imperiales en venganza por sus hijos asesinados. Kai exige que Gunnar paralice a Kora; Gunnar, en cambio, la libera y mata a Kai. Los otros guerreros también están liberados. Darrian muere en la batalla que sigue y Kora mata a Noble. Luego, los guerreros supervivientes regresan juntos a Veldt, con Jimmy observándolos desde lejos en su camino hacia la aldea.
El cadáver de Noble es recuperado por las fuerzas del Mundo Madre, y resucita después de haber hablado en un plano astral con Balisarius, quien exige que Noble ponga fin a la insurgencia contra él y le traiga a Kora viva para que pueda ejecutarla él mismo.

## Reparto
| Actor                    | Personaje        | Descripción                                                                                      |
| ------------------------ | ---------------- | ------------------------------------------------------------------------------------------------ |
| Sofia Boutella           | Kora / Arthelais | Exmiembro del Imperio que reúne a guerreros de toda la galaxia para luchar contra el Mundo Madre |
| Djimon Hounsou           | Titus            | Ex general del Imperio reclutado para liderar la lucha contra el Mundo Madre                     |
| Ed Skrein                | Atticus Noble    | Almirante y mano derecha de Balisarius                                                           |
| Michiel Huisman          | Gunnar           | Granjero y amigo de Kora que se une a ella en sus intentos de defender su mundo natal, Veldt     |
| Doona Bae                | Némesis          | Cyborg maestra de la espada.                                                                     |
| Ray Fisher               | Darrian Bloodaxe | Guerrero reclutado por Kora                                                                      |
| Charlie Hunnam           | Kai              | Mercenario y piloto de una nave estelar contratado por Kora                                      |
| Anthony Hopkins          | Jimmy (voz)      | Último miembro de una raza de caballeros mecánicos que fue reclutada por Kora                    |
| Dustin Ceithamer         | Jimmy (cuerpo)   | Último miembro de una raza de caballeros mecánicos que fue reclutada por Kora                    |
| Staz Nair                | Tarak            | Noble convertido en herrero con la habilidad de vincularse con los animales de la naturaleza     |
| Fra Fee                  | Balisarius       | Tirano que se hizo con el control del Mundo Madre                                                |
| Cleopatra Coleman        | Devra            | Hermana de Darrian                                                                               |
| Stuart Martin            | Den              | Granjero local, cazador e interés amoroso para Kora                                              |
| Ingvar Eggert Sigurðsson | Hagen            | Amigo de Kora que la ayuda a rehacer su vida tras abandonar el Imperio                           |
| Alfonso Herrera          | Cassius          | Guerrero del equipo de Noble                                                                     |
| Cary Elwes               | Rey              |                                                                                                  |
| Rhian Rees               | Reina            |                                                                                                  |
| Elise Duffy              | Millius          | Luchador rebelde bajo el mando de Darrian                                                        |
| Jena Malone              | Harmada          | Alienígena humanoide con rasgos de araña                                                         |
| Sky Yang                 | Aris             | Soldado de Mundo Madre que se opone a la brutalidad de sus camaradas                             |
| Charlotte Maggi          | Sam              | Granjera que acoge calurosamente a los forasteros que llegan a su pueblo                         |
| Corey Stoll              | Sindri           | Jefe de la aldea de Veldt                                                                        |
| Stella Grace Fitzgerald  | Princesa Issa    |                                                                                                  |
| Greg Kriek               | Marcus           | Soldado de Mundo Madre que disfruta siendo cruel con los demás                                   |
| Brandon Auret            | Fauno            |                                                                                                  |
| Ray Porter               | Hickman          | Granjero con quien Tarak está en deuda                                                           |
| Tony Amendola            | Rey Levitica     | Rey alienígena que protege a los Bloodaxes y su rebelión                                         |
| Dominic Burgess          | Dash Thif        |                                                                                                  |
| Derek Mears              | Simeon           |                                                                                                  |
| Sisse Marie              | Astrid           |                                                                                                  |

## Producción

### Desarrollo
Rebel Moon está inspirada en las obras de Akira Kurosawa y las películas de Star Wars. La película también comenzó a desarrollarse como una película de Star Wars que Snyder había presentado a Lucasfilm, en el período de tiempo entre la conclusión de la trilogía de precuelas en 2005 y la venta de Lucasfilm a The Walt Disney Company en 2012. Esta presentación iba a ser una versión más madura del universo Star Wars. Luego de la adquisición, el productor Eric Newman y Snyder desarrollaron nuevamente el proyecto, primero como una serie de televisión original, antes de decidirse por una película.

### Casting
El 2 de noviembre de 2021 se anunció que Sofia Boutella había sido elegida para la película en el papel protagonista. El 9 de febrero de 2022, Charlie Hunnam, Djimon Hounsou, Ray Fisher, Jena Malone, Staz Nair y Doona Bae se unieron al elenco. Más tarde ese mes, Stuart Martin y Rupert Friend también se unieron al proyecto. El 8 de abril de 2022, Cary Elwes, Corey Stoll, Michiel Huisman y Alfonso Herrera se unieron al elenco. El 16 de mayo de 2022, se anunció que Ed Skrein reemplazaría a Friend como el principal antagonista de la película debido a conflictos de agenda, y Cleopatra Coleman, Fra Fee y Rhian Rees se unieron al proyecto. El 8 de junio de 2022, se anunció que Anthony Hopkins se había unido al elenco como la voz de Jimmy, un robot de batalla mecanizado JC1435 increíblemente inteligente y defensor del Rey asesinado.

### Rodaje
El rodaje comenzó el 19 de abril de 2022, con Snyder compartiendo las primeras imágenes del set en Twitter ese día. Snyder también se desempeñó como director de fotografía. El rodaje concluyó el 2 de diciembre, con 152 días de rodaje en California, para aprovechar $83 millones de dólares en gastos calificados e incentivo fiscal.

### Posproducción
Rebel Moon Part 1 y Rebel Moon Part 2 recibieron un corte PG-13 y un corte extendido con calificación R.

## Música
En enero de 2023, se reveló que Tom Holkenborg estaba componiendo la partitura. Holkenborg compuso previamente las películas dirigidas por Snyder Batman v Superman: Dawn of Justice (2016), Zack Snyder's Justice League (2021) y Army of the Dead (2021) y la producida por Snyder 300: Rise of an Empire (2014).

## Mercadotecnia
El primer metraje de la película se reveló a través de un avance de las película de Netflix para 2023, publicado en YouTube el 18 de enero de 2023.

## Estreno
Rebel Moon se estrenó en Netflix el 22 de diciembre de 2023.

## Futuro
Hablando sobre el futuro de la película como franquicia, Snyder dijo: "Espero que esto también se convierta en una IP masiva y un universo que se pueda construir". El 9 de febrero de 2022, se reveló que Rebel Moon sería una película de dos partes, y ambas partes se filmarían simultáneamente. En agosto de 2022, se confirmó la continuación y se reveló que se titularía Rebel Moon - Parte 2: La guerrera que deja marca. En abril de 2023, se reveló que se planeaba que Rebel Moon fuera la primera película de una trilogía.